# Emiliano Ciucci
Emiliano José Ciucci (Santa Fe, Provincia de Santa Fe, Argentina, 7 de abril de 1986) es un futbolista argentino nacionalizado peruano. Juega como mediocentro defensivo y su equipo actual es Deportivo Coopsol de Perú. Tiene 39 años.

## Trayectoria
Nacido en Santa Fe se formó en las divisiones menores de Sportivo Guadalupe de Santa Fe, mostrando una gran proyección , siendo máximo artillero de varios torneos juveniles a través de su juego aéreo, y su remate de media distancia.

### Colón de Santa Fe
En el año 2000 con tan solo 13 años lo compra el club del cual es hincha Club Atlético Colón de Santa Fe. Donde logró la obtención de diferentes campeonatos de Liga Santafesina, el campeonato de 5.ª división de AFA con la categoría 1986, y de reserva de AFA.
En el 2005 Gerardo Martino lo nombró parte del plantel profesional, pero su debut se iba a demorar hasta el 28 de enero de 2006 frente a Gimnasia y Esgrima de La Plata, utilizando la camiseta n° 32 y reemplazando a Alejandro Capurro, como volante por derecha; ya siendo el técnico Edgardo Bauza y utilizándolo en varias ocasiones como pieza fundamental de reemplazo.

### Defensa y Justicia
En el 2008, llega a Defensa y Justicia para jugar como marcador de punta derecho, en la Primera B Nacional, en busca de tener más continuidad, donde logra su primer gol como jugador profesional, marcando de tiro libre con un remate violento al Club Olimpo de Bahía Blanca.

### Talleres de Córdoba
En el 2009 baja de categoría para jugar el Torneo Argentino A en un grande del interior como es Club Atlético Talleres de Córdoba

### La C.A.I.
En 2010 vuelve a jugar en la Primera B Nacional con La C.A.I. de Comodoro Rivadavia.

### Unión de Sunchales
Al próximo año, en el 2011, llega para jugar en Unión de Sunchales tan solo medio año, en el Torneo Argentino A.

### Real Garcilaso
En el 2012 le llega una propuesta para jugar con el Real Garcilaso de la primera división de Perú. Destacándose como volante central, marcador central, convirtiendo varios goles, logrando el subcampeonato tras perder la final con Sporting Cristal.

### Alianza Lima
Por su buen desempeño en su anterior club, a principios de 2013 fichó por el Club Alianza Lima, donde a lo largo del mismo año participó en 27 ocasiones como titular y otras 4 como sustituto, marcando 4 goles quedando como segundo goleador del equipo. Logrando,  después de dos años, una nueva clasificación a una copa internacional. 

### Universidad César Vallejo Club de Fútbol
En 2014 llega al Universidad César Vallejo Club de Fútbol para quedarse por tres años consecutivos y donde logró obtener el primer campeonato en primera división para el club, al salir campeón de la Copa Inca en 2015, superando a su ex club Alianza Lima por el resultado de 3-1 y calificado como figura del partido. También pudo debutar en dos copas internacionales:
En 2014 en la Copa Sudamericana, logrando quedar entre los 8 mejores de Sudamérica al perder en instancias de cuartos de final frente a Atlético Nacional, pero derrotando a grandes rivales como Millonarios, Universitario de Sucre y Bahia.
En 2016 en la Copa Libertadores de América quedando fuera de la competencia en primera instancia por la mínima diferencia frente a São Paulo.

### Real Garcilaso
En 2017 volvió a jugar por Real Garcilaso, pero esta vez sin ocupar cupo de extranjero, ya que en el mes de abril de ese mismo año se le otorgó la nacionalidad peruana. Con un excelente torneo, llevando la capitanía, vuelve a ser subcampeón y clasificar al equipo inca a la Copa Libertadores 2018

### Sport Boys
En el 2018 llega a la Ciudad del Callao en Lima para vestir una de las camisetas más populares y con historia del fútbol peruano, como lo es la del Club. Sport Boys Association

### UTC
En 2019 vuelve a competir internacionalmente en la Copa Sudamericana 2019, pero esta vez con el Club Universidad Técnica de Cajamarca, donde a pesar de no haber pasado de fase, tuvo una actuación destacada convirtiendo un gol en el partido de vuelta frente a Club Atlético Cerro.

### César Vallejo
Vuelve en 2020 a César Vallejo, con el objetivo ser protagonista en la Liga 1.

### Deportivo Municipal
Luego de 2 años jugando para la Universidad César Vallejo, en 2022 se convirtió en refuerzo de Deportivo Municipal.

### Academia Cantolao
En el año 2024, al fichar por el cuadro limeño, consigue pelear el ascenso a la liga 1 al clasificar a los Playoffs.

### Deportivo Coopsol
Actualmente, ha fichado por Deportivo Coopsol, consolidando una gran plantilla de renombres. Buscando como objetivo logral el ascenso a la división máxima del futbol peruano 

## Clubes
| Club                       | País          | Año           | PJ  | Goles |
| -------------------------- | ------------- | ------------- | --- | ----- |
| Colón                      | Argentina     | 2005 - 2007   | 6   | 0     |
| Defensa y Justicia         | Argentina     | 2008 - 2009   | 35  | 1     |
| Talleres de Córdoba        | Argentina     | 2009 - 2010   | 13  | 0     |
| CAI                        | Argentina     | 2010          | 6   | 0     |
| Unión de Sunchales         | Argentina     | 2011          | 5   | 0     |
| Real Garcilaso             | Perú          | 2012          | 27  | 4     |
| Alianza Lima               | Perú          | 2013          | 28  | 4     |
| Universidad César Vallejo  | Perú          | 2014 - 2016   | 92  | 9     |
| Real Garcilaso             | Perú          | 2017          | 25  | 1     |
| Sport Boys                 | Perú          | 2018          | 30  | 0     |
| Univ. Técnica de Cajamarca | Perú          | 2019          | 23  | 3     |
| Universidad César Vallejo  | Perú          | 2020 - 2021   | 33  | 0     |
| Deportivo Municipal        | Perú          | 2022 - 2023   | 47  | 1     |
| Academia Cantolao          | Perú          | 2024          | 7   | 0     |
| Deportivo Coopsol          | Perú          | 2025 -        |     |       |
| Total carrera              | Total carrera | Total carrera | 370 | 23    |

## Palmarés
| Título                               | Club                      | País      | Año  |
| ------------------------------------ | ------------------------- | --------- | ---- |
| Torneo Internacional Copa Santa Fe   | Colón                     | Argentina | 2006 |
| Subcampeón Primera División del Perú | Real Garcilaso            | Perú      | 2012 |
| Torneo del Inca                      | Universidad César Vallejo | Perú      | 2015 |
| Subcampeón Primera División del Perú | Real Garcilaso            | Perú      | 2017 |